# Idioma guyaratí
El guyarati (autoglotónimo: Gujarātī, en inglés: Gujarati) es un idioma que procede del estado de Guyarāt, en el oeste de la India. Es una lengua indoeuropea, de la familia indoaria, hablada por unos 46 millones de personas en todo el mundo, siendo así la 23.ª lengua más hablada del mundo. De todos ellos, aproximadamente 45,5 millones residen en la India, 250 000 en Tanzania, 150 000 en Uganda, 100 000 en Pakistán y 50 000 en Kenia.
El guyaratí es la lengua principal del estado de Guyarāt, así como los territorios adyacentes de Damán y Diu y Dadra y Nagar Haveli. También hay comunidades considerables de hablantes en Estados Unidos y el Reino Unido. En Inglaterra, dos áreas populares con población guyaratí son Leicester (Tierras Medias) y Wembley (norte de Londres). Y en los Estados Unidos, se encuentran especialmente en estados como Nueva Jersey, Nueva York, California y Texas. Debido a la cantidad de población guyaratí diseminada por el mundo, desde África, Oriente Próximo hasta Reino Unido y los Estados Unidos, hay quien les llama bromeando guyaratíes no residentes en lugar del término oficial indios no residentes. Es una de las 14 lenguas regionales oficiales de la India. Fue la lengua materna de Mohandas K. Gandhi, el «padre de la India», y de Muhammad Ali Jinnah, el «padre de Pakistán».

## Historia

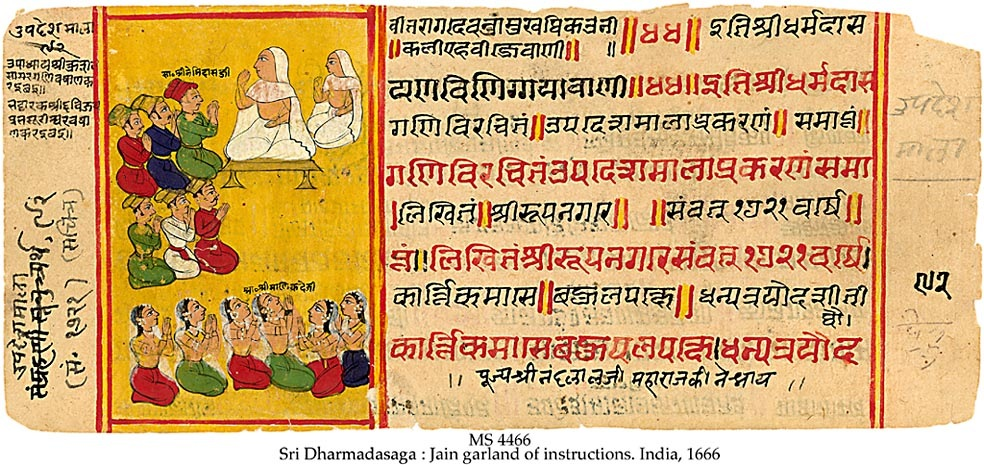
1666 manuscrito de un texto Jain Prakrit del con un comentario de 1487 en Gujarati Antiguo

El gujarati (a veces también transcrito como Gujerati, Gujarathi, Guzratee, Guujaratee, Gujrathi, y Gujerathi) es una lengua indoaria (IA) moderna evolucionada a partir del antiguo rajastani occidental, que a su vez derivaría de una lengua similar al sánscrito. La práctica tradicional es diferenciar las lenguas IA sobre la base de tres etapas históricas:
1. IA antiguo (Védico y Clásico)
2. IA medio (varios prákritos y apabhraṃśas)
3. Neo-IA (lenguas modernas como el hindi, el punyabí, el bengalí, etc.).

Otro punto de vista postula sucesivas divisiones en el árbol filogenético, en el que se supone que el gujarati se separó de otras lenguas IA en cuatro etapas:
1. Las lenguas IA se dividen en septentrionales, orientales y occidentales en función de características innovadoras como oclusivas que se convierten en voceadas en las lenguas septentrionales (sct. danta "diente" > punj. dānd) y dental y retrofleja. sibilantes que se fusionan con la palatal en el oriental (sct. sandhya "tarde" > beng. śājh).[4]
2. Occidental, en central y meridional.
3. Central, en gujarati/rayasthani, hindi occidental, y panyabi/lahanda/sindhi, sobre la base de la innovación de verbos auxiliares y posposiciones en guyarati/rayasthani.[2]
4. Guyarati/Rayasthani en guyarati y rayasthani a través del desarrollo de características como el auxiliar ch- y el posesivo marcador -n- durante el siglo XV.[5]

Los principales cambios con respecto al sánscrito son los siguientes:
- Fonología
  - Pérdida del fonémico original. longitud para vocales
  - Cambio de grupos consonánticos a geminadas y luego a consonantes sola (con longitud vocálica compensatoria)

| Sánscrito | Prácrito | Guyarati | GLOSA       | Ref   |
| --------- | -------- | -------- | ----------- | ----- |
| hasta     | hattha   | hāth     | 'mano'      | [ 6 ] |
| sapta     | satta    | sāt      | 'siete'     | [ 7 ] |
| aṣṭā      | aṭṭha    | āṭh      | 'ocho'      | [ 8 ] |
| sarpa     | sappa    | sāp      | 'serpiente' | [ 9 ] |

- Morfología
  - Reducción del número de compuestos
  - Fusión del dual con el plural
  - Sustitución de casos afijos por postposiciones
  - Desarrollo de construcciones perifrásticas:  tiempo/voz/modo
- Sintaxis
  - Ergatividad escindida
  - Sistema de concordancia más complejo

El gujarati se divide habitualmente en las tres etapas históricas siguientes:

### Gujarati antiguo
El Gujarātī antiguo (જૂની ગુજરાતી; 1200 EC-1500 EC), antepasado de los modernos guyarati y rajasthani, era hablado por los gurjars, que residían y gobernaban en Gujarat, Punjab, Rajputana y la India central.  El idioma se utilizó como lengua literaria ya en el siglo XII. Los textos de esta época presentan rasgos característicos del guyarati, como formas sustantivas directas/oblicuas, postposiciones y verbos auxiliares. Tenía tres géneros, como el guyarati moderno, y alrededor del año 1300 d. C. surgió una forma bastante estandarizada de esta lengua. Aunque generalmente se le llama a veces guyarati antiguo, algunos eruditos prefieren el nombre de rajastaní occidental antiguo, basándose en el argumento de que el guyarati y el rayasthani aún no eran distintos. Un factor en esta preferencia era la creencia de que el rayasthani moderno expresaba esporádicamente un género neutro, basándose en la conclusión incorrecta de que la [ũ] que llegó a pronunciarse en algunas zonas para la [o] masculina después de una consonante nasal era análoga a la [ũ] neutra del guyarati. Una gramática formal, Prakrita Vyakarana, del precursor de esta lengua, el apabhraṃśa de Gujar, fue escrito por el monje jainita, y eminente erudito Acharya Hemachandra Suri, durante el reinado  de Chaulukya Jayasimha Siddharaja de Anhilwara (Patan). 

### Gujarati medio
El guyarati medio (1300-1800 d. C.), se diferenció más claramente del rayasthani, y desarrolló los fonemas ɛ y ɔ, la raíz auxiliar ch-, y el marcador posesivo -n-.  Los principales cambios fonológicos característicos de la transición entre el antiguo y el guyarati medio son:.
- Los fonemas /i, u/ dieron lugar a /ə/ en sílabas abiertas.
- Los diptongos /əi, əu/ cambian a /ɛ/ y /ɔ/ en sílaba iniciale y a /e/ y /o/ en otras posiciones.
- El diptongo /əũ/ evolucionó a /ɔ̃/ en sílabas iniciales y a /ű/ en sílabas finales.

Estas evoluciones tendrían consecuencias gramaticales. Por ejemplo, el caso singular instrumental-locativo del antiguo guyarati en -i fue nivelado y eliminado, habiéndose convertido en lo mismo que el caso singular nominativo/acusativo del antiguo guyarati en -ə.

### Guyarati moderno (1800-presente)

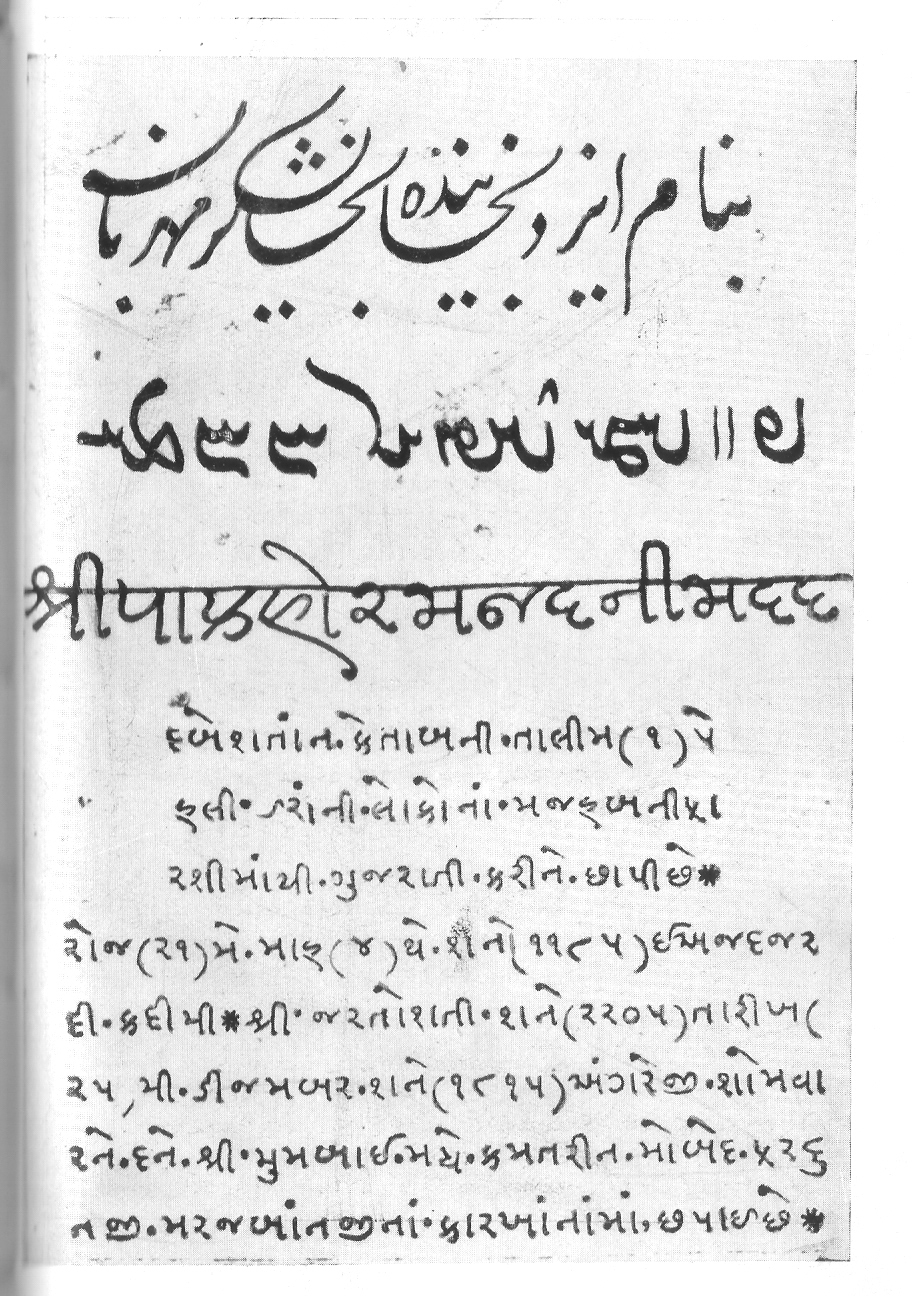
Una página de la traducción al gujarati de Dabestan-e Mazaheb preparada e impresa por Fardunjee Marzban (25 de diciembre de 1815).

Un cambio fonológico importante fue la supresión de la -ə final, de modo que la lengua moderna tiene palabras con consonante final. Gramaticalmente, se desarrolló un nuevo marcador plural de -o. En literatura, el tercer cuarto del siglo XIX fue testigo de una serie de hitos para el guyarati, que anteriormente tenía el verso como modo dominante de composición literaria. En la década de 1920, se llevaron a cabo los esfuerzos para estandarizar el gujarati.

## Alfabeto
El alfabeto guyaratí, aparte de ser un alfabeto propiamente dicho, es además un alfasilabario, puesto que en ocasiones sus signos representan sílabas.

### Consonantes
| ક       | ખ         | ગ       | ઘ         | ઙ       |
| ka /kə/ | kha /kʰə/ | ga /gə/ | gha /gʱə/ | ṅa /ŋə/ |
| ચ       | છ         | જ       | ઝ         | ઞ       |
| ca /ʧə/ | cha /ʧʰə/ | ja /ʤə/ | jha /ʤʱə/ | ña /ɲə/ |
| ટ       | ઠ         | ડ       | ઢ         | ણ       |
| ṭa /ʈə/ | ṭha /ʈʰə/ | ḍa /ɖə/ | ḍha /ɖʱə/ | ṇa /ɳə/ |
| ત       | થ         | દ       | ધ         | ન       |
| ta /tə/ | tha /tʰə/ | da /də/ | dha /dʱə/ | na /nə/ |
| પ       | ફ         | બ       | ભ         | મ       |
| pa /pə/ | pha /pʰə/ | ba /bə/ | bha /bʱə/ | ma /mə/ |
| ય       | ર         | લ       | વ         | ળ       |
| ya /jə/ | ra /rə/   | la /lə/ | va /ʋə/   | ḷa /ɭə/ |
| શ       | ષ         | સ       | હ         |         |
| śa /ʃə/ | ṣa /ʃə/   | sa /sə/ | ha /ɦə/   |         |

### Vocales
| ્  | sin vocal | ક્ | k   |
| અ | a /ə/     | ક | ka  |
| આ | ā /ɑ̈/     | કા | kā  |
| ઍ | â /æ/     | કૅ | kâ  |
| ઇ | i /i/     | કિ | ki  |
| ઈ | ī /i/     | કી | kī  |
| ઉ | u /u/     | કુ | ku  |
| ઊ | ū /u/     | કૂ | kū  |
| ઋ | ṛ /ɾu/    | કૃ | kṛ  |
| એ | e /ɛ/     | કે | ke  |
| ઐ | ai /aj/   | કૈ | kai |
| ઓ | o /o/     | કો | ko  |
| ઑ | ô /ɔ/     | કૉ | kô  |
| ઔ | au /əw/   | કૌ | kau |

## Comparación léxica
Los numerales en guyaratí estándar (India) y otras variedades guyaratíes relacionadas son:
| GLOSA | Gujarati (India) | Kachi Koli | Parkari Koli | Saurashtra | Vasavi | PROTO- GUJARATI |
| ----- | ---------------- | ---------- | ------------ | ---------- | ------ | --------------- |
| '1'   | ek               | ek         | ɦɛːk         | yogu       | ek     | *ek             |
| '2'   | bɛ               | ɓe         | ɓɛː          | deː        | ben    | *ɗʊin           |
| '3'   | trəɳ             | t̪ɾʌɳ       | tɾʌɳ         | tʰeːnu     | trəɳ   | *t̪rəɳ           |
| '4'   | ʧɑr              | ʧɑr        | ʧɑːɾ         | ʧaru       | ʧar    | *ʧar            |
| '5'   | pɑ̃ʧ              | pãs        | põːs         | paːnʧu     | pãʧ    | *pɑ̃ːʧ           |
| '6'   | ʧʰə              | so         | soː          | so         | so     | *soː            |
| '7'   | sɑt              | ħat̪        | hɑːt         | saːdu      | hat    | *sɑːt̪           |
| '8'   | ɑʈʰ              | aʈʰ        | ɑːʈʰ         | aːdu       | ãʈʰ    | *ɑːʈʰ           |
| '9'   | nəw              | no         | nʌʋ          | navu       | nov    | *nəw            |
| '10'  | dəs              | ɗʌħ        | ɗʌɦ          | dasu       | doh    | *dəs            |

## Gramática
El guyarati es una lengua de núcleo final (o ramificación izquierda). Los adjetivos preceden a sustantivos, los objetos directos vienen antes de verbos, y hay posposiciones. El orden básico de palabra en guyarati es SOV, y hay tres géneros gramaticales y dos números. No hay artículo definido o indefinido. Un verbo se expresa con su raíz verbal seguido de sufijos marcando aspecto y concordancia en lo que se denomina una forma principal, con una posible forma de auxiliar derivada de ser/estar, marcando tiempo y modo gramatical, y también mostrando concordancia. Los causativos (hasta el doble) y los pasivos se expresan mediante procedimientos morfológicos.